# Сару, Рамон
Рамон ди Лима Сару (порт. Ramon de Lima Saro; род. 26 июля 1991, Итапесерика) — бразильский и восточнотиморский футболист, центральный защитник.

## Биография
Рамон Сару родился 26 июля 1991 года в бразильском городе Итапесерика.
Играл в футбол на позиции центрального защитника. В 2010 году выступал в бразильской Серии B за «Парану», провёл 10 матчей в чемпионате.
В 2012—2016 годах играл в Восточном Тиморе. Первые три сезона провёл в «Дили Юнайтед», в 2015—2016 годах защищал цвета «Порту» из Таибеси, в составе которого стал бронзовым призёром чемпионата Восточного Тимора.
В 2017—2019 годах играл во втором дивизионе чемпионата Бахрейна за «Аль-Бахрейн».
В феврале 2019 года в течение недели был на просмотре в киргизском «Дордое», однако не подошёл команде.
В 2012—2016 годах выступал за сборную Восточного Тимора, провёл 14 матчей, забил 2 мяча. Дебютировал в её составе 5 октября 2012 года в Янгоне в матче группового этапа чемпионата АСЕАН против сборной Камбоджи (5:1).
В январе 2017 года Азиатская конфедерация футбола заявила, что Саро и ещё 12 бразильских футболистов не имеют права выступать за Восточный Тимор, поскольку их документы о рождении и крещении подделаны. В марте Министерство юстиции Восточного Тимора аннулировало его паспорт.

## Достижения

### Командные
- Бронзовый призёр чемпионата Восточного Тимора (1): 2015/16.